# Bandiera orientale di Ujimqin
La bandiera orientale di Ujimqin (东乌珠穆沁旗S, Dōng Wūzhūmùqìn QíP) è una bandiera della Cina, situata nella regione autonoma della Mongolia Interna e amministrata dalla lega di Xilin Gol.